# Boekentoren
 (juin 2016).
La tour de la bibliothèque universitaire située à Gand en Belgique est la « quatrième tour » de la ville, jugée digne par conséquent de se ranger à la suite de l’emblématique alignement des trois tours médiévales (Saint-Nicolas, beffroi, Saint-Bavon). Le dernier en date des édifices-repères de la ville est une tour entièrement construite en béton armé, de forme parallélépipédique, dépouillée, lisse, fonctionnelle, mais élégante, couronnée d’un belvédère en verre. Appelée familièrement Boekentoren ('tour à livres') par les Gantois, elle fut érigée en 1935 selon les plans de l’architecte et peintre anversois Henry Van de Velde. Haute de 64 mètres et comportant 24 étages, cette construction en hauteur, peu économique pour une bibliothèque, mais voulue ainsi par Van de Velde, peut accueillir trois millions de volumes. Le fonds de la bibliothèque comprend aussi une collection de quatre milliers de manuscrits, dont quelques-uns ornés de miniatures du XIe siècle.

## Photographies

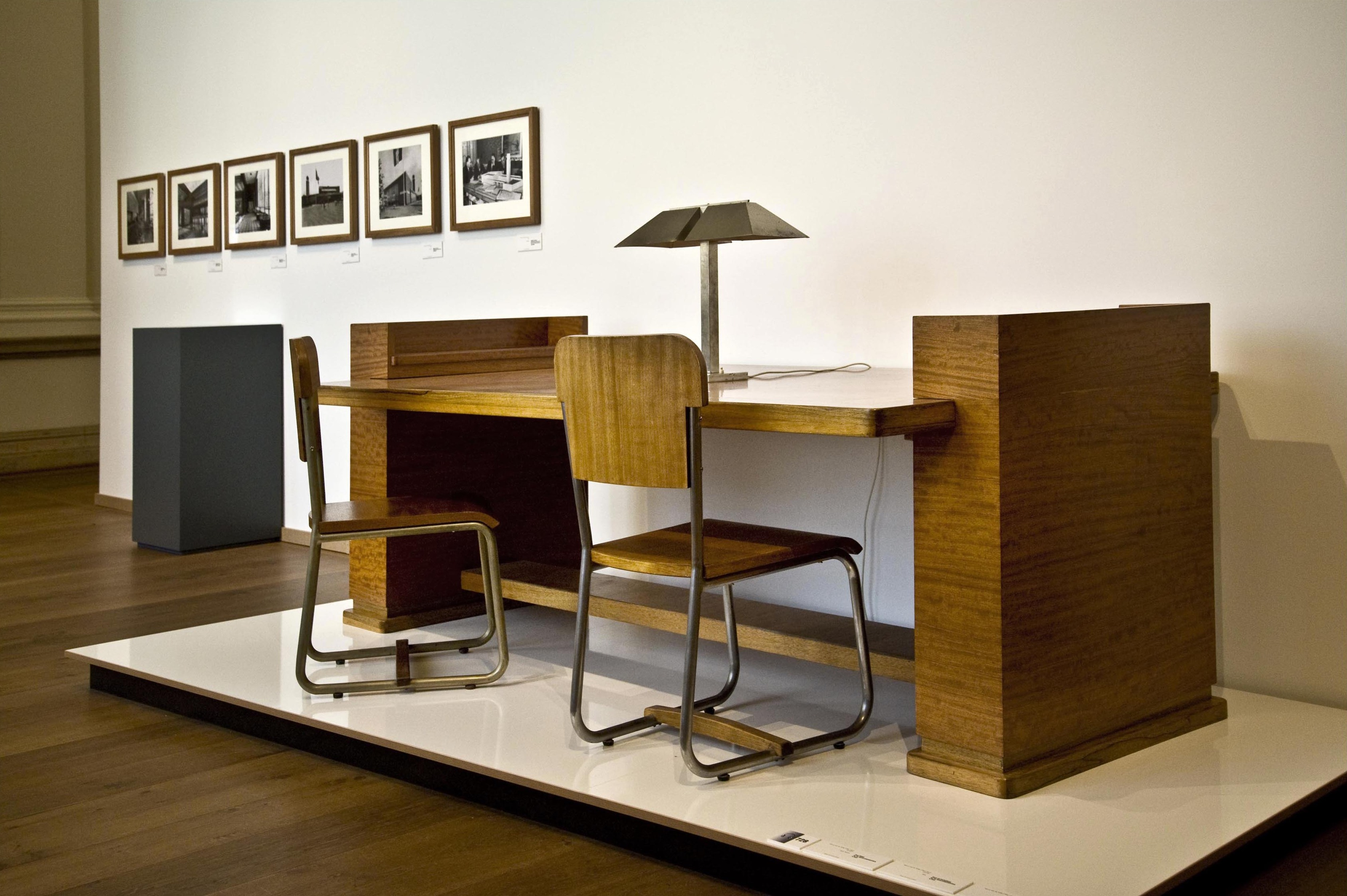
Mobilier conçu par Van de Velde pour la 'Boekentoren', montrée lors d'une exposition de Weimar (2013).
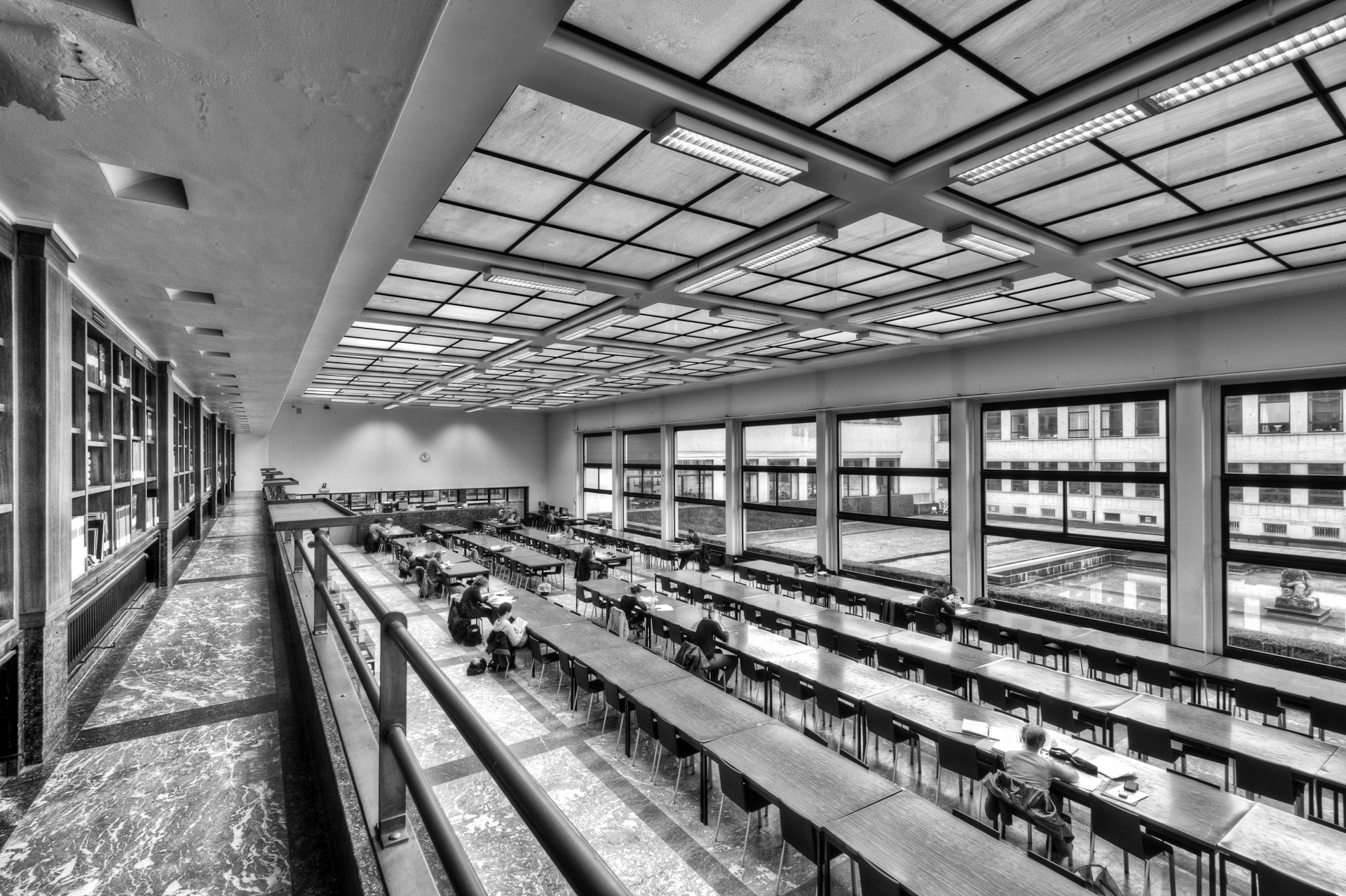
Grande salle de lecture (2012).
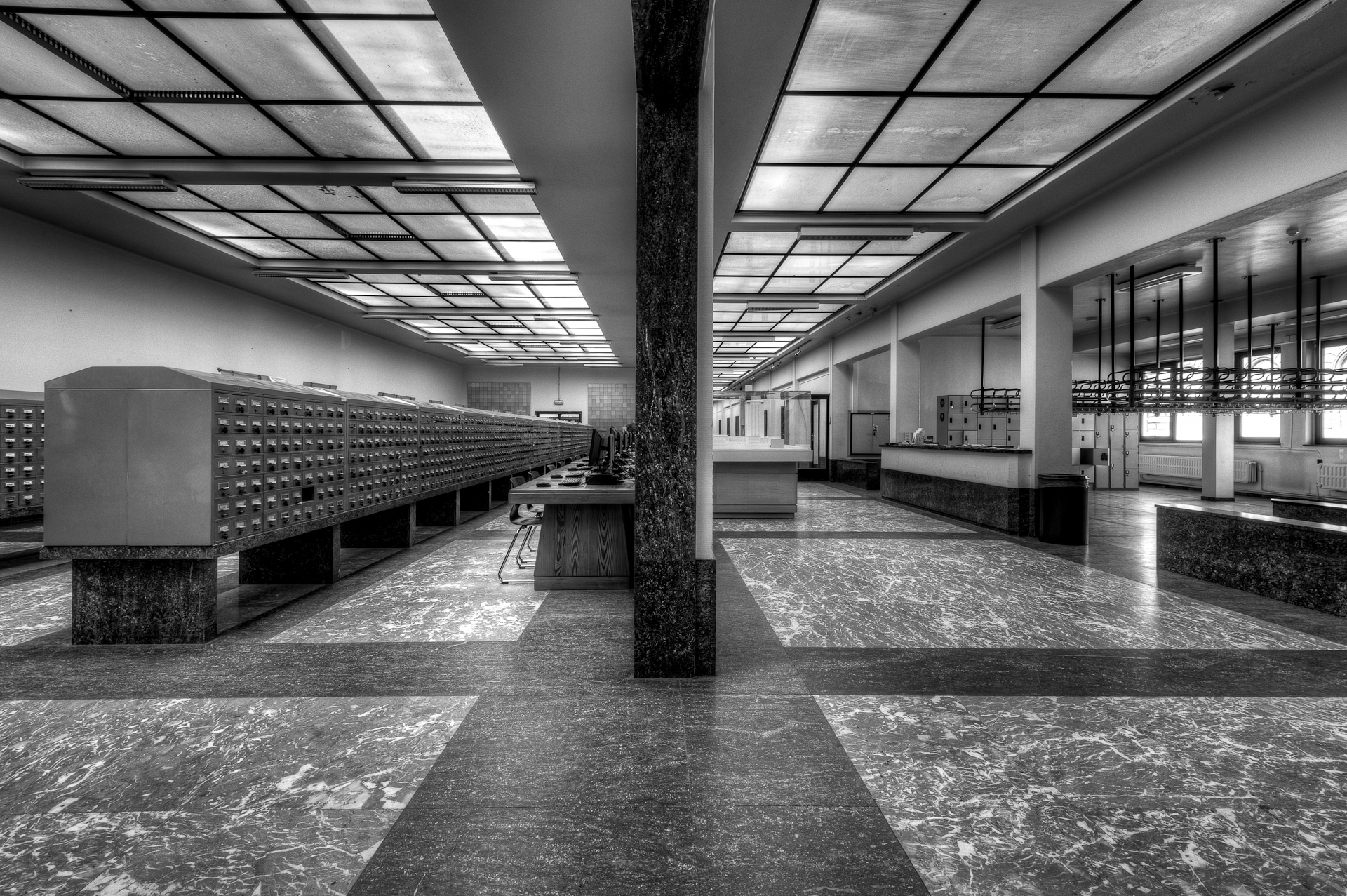
Catalogue et couloir central (2012).
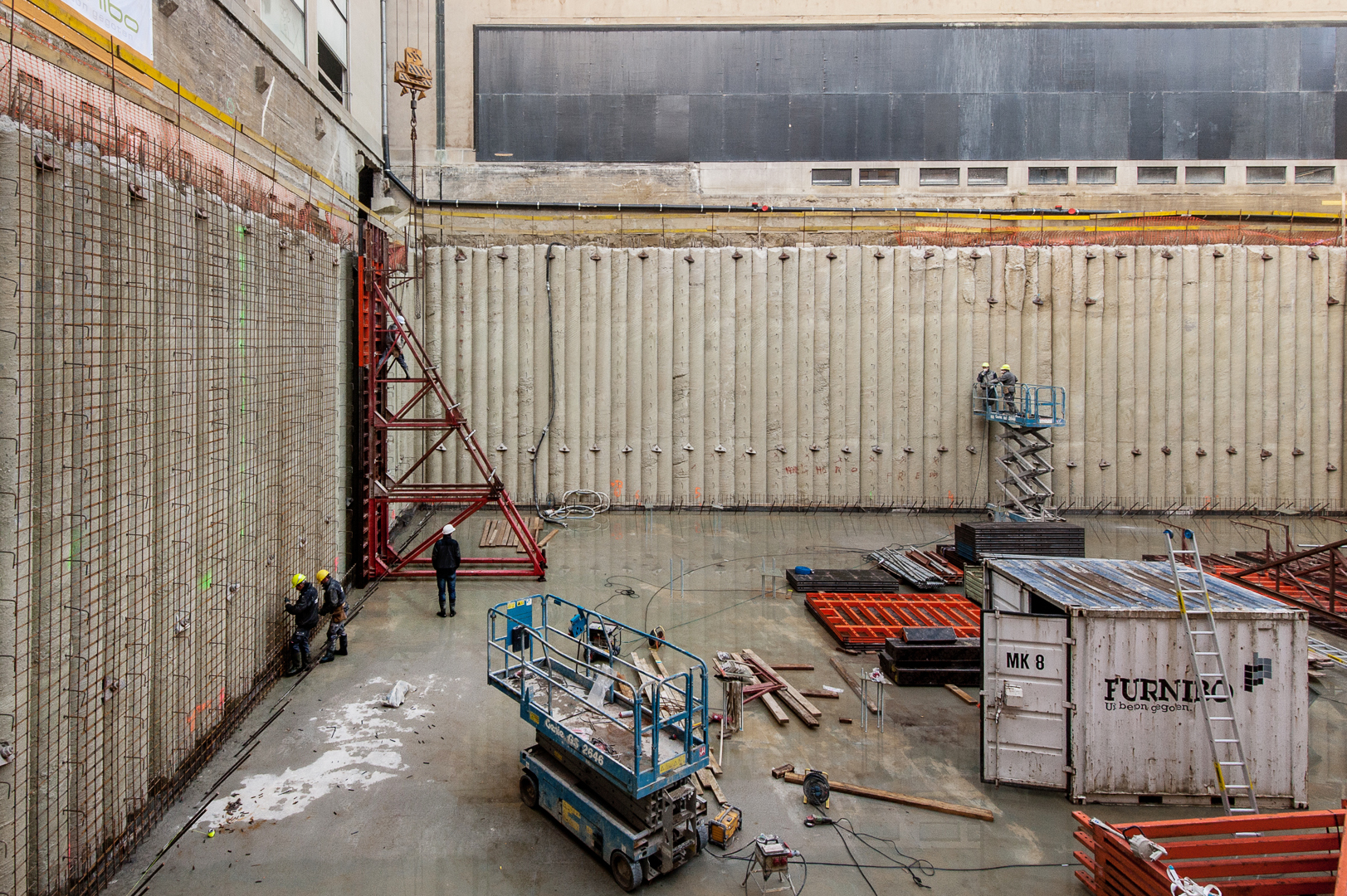
La construction du dépôt souterrain sous le jardin intérieur (2012).
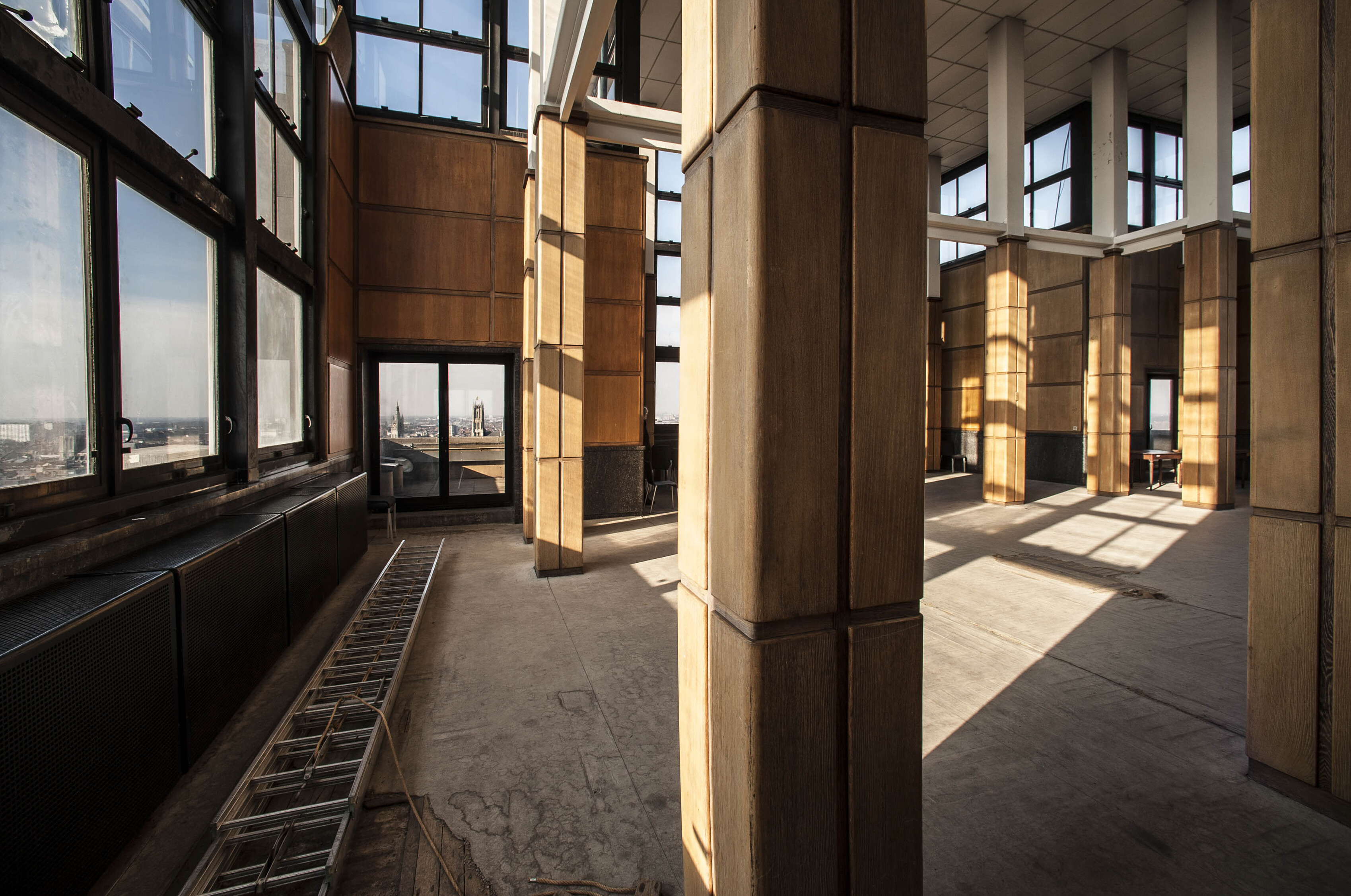
Belvédère (2013).